# Jacinto Torío Rodríguez
Jacinto Torío Rodríguez   (Villanueva del Campo, 1909 - Buenos Aires, 5 de maig de 1989), més conegut com a Jacinto Toryho, descendent d'una família pagesa acomodada, fou un dels delegats fundadors de la Federación Ibérica de Juventudes Libertarias. A començaments dels anys trenta es feu membre del grup "A" de la FAI, amb Ricard Mestre i Abelardo Iglesias.
Fou el director de Solidaridad Obrera des del novembre de 1936 fins al maig del 1938 quan se'n feu càrrec Josep Viadiu i Vendrell. Iniciada la Guerra Civil la CNT entrà a formar part de molts òrgans de poder en ajuntaments, Govern de la Generalitat i Govern de la República. La funció que exercí la publicació a partir d'aleshores fou més que mai la de marcar les pautes i la d'organització confederal d'un moviment, no d'un partit.